# 고량하 전투
고량하 전투(간체자: 高梁河之战; 정체자: 高梁河之戰)는 979년 현재의 베이징시에서 요나라와 북송 사이에 벌어진 전투이다. 요나라의 결정적인 승리로 화베이의 연운십육주를 되찾으려던 북송의 전역이 끝났다.
960년 송나라를 건국한 북송 태조는 요나라가 936년 후진 (오대)으로부터 획득한 연운십육주를 탈환하고자 했다. 그의 후계자이자 동생인 북송 태종은 979년 유주에 도달하여 직접 군사 원정을 이끌고 도시를 포위했다. 길이가 약 16km에 달하는 도시의 성벽은 3개월 동안 포위를 견뎌냈다. 수비대는 송군의 포위망을 뚫고 도시 안으로 침투할 수 있었던 요나라 증원군에 의해 보강되었다. 대규모 요나라 증원군이 도착하여 유주 북쪽, 현재 베이징의 서직문 서쪽에서 송군을 격파했다.
이 패배로부터 160여 년 후, 송나라는 1123년 송-금 동맹이 요나라를 격파하고 금나라가 송나라에 도시를 할양하면서 잠시 현대의 베이징을 지배했다. 그러나 2년 후, 금나라가 송나라를 침공하여 연산을 다시 점령했다.